# CASP1
CASP1 (англ. Caspase 1) – білок, який кодується однойменним геном, розташованим у людей на короткому плечі 11-ї хромосоми. Довжина поліпептидного ланцюга білка становить 404 амінокислот, а молекулярна маса — 45 159.
| 10         |  | 20         |  | 30         |  | 40         |  | 50         |
| ---------- |  | ---------- |  | ---------- |  | ---------- |  | ---------- |
| MADKVLKEKR |  | KLFIRSMGEG |  | TINGLLDELL |  | QTRVLNKEEM |  | EKVKRENATV |
| MDKTRALIDS |  | VIPKGAQACQ |  | ICITYICEED |  | SYLAGTLGLS |  | ADQTSGNYLN |
| MQDSQGVLSS |  | FPAPQAVQDN |  | PAMPTSSGSE |  | GNVKLCSLEE |  | AQRIWKQKSA |
| EIYPIMDKSS |  | RTRLALIICN |  | EEFDSIPRRT |  | GAEVDITGMT |  | MLLQNLGYSV |
| DVKKNLTASD |  | MTTELEAFAH |  | RPEHKTSDST |  | FLVFMSHGIR |  | EGICGKKHSE |
| QVPDILQLNA |  | IFNMLNTKNC |  | PSLKDKPKVI |  | IIQACRGDSP |  | GVVWFKDSVG |
| VSGNLSLPTT |  | EEFEDDAIKK |  | AHIEKDFIAF |  | CSSTPDNVSW |  | RHPTMGSVFI |
| GRLIEHMQEY |  | ACSCDVEEIF |  | RKVRFSFEQP |  | DGRAQMPTTE |  | RVTLTRCFYL |
| FPGH       |  |            |  |            |  |            |  |            |

A: Аланін

C: Цистеїн

D: Аспарагінова кислота

E: Глутамінова кислота

F: Фенілаланін

G: Гліцин

H: Гістидин

I: Ізолейцин

K: Лізин

L: Лейцин

M: Метіонін

N: Аспарагін

P: Пролін

Q: Глутамін

R: Аргінін

S: Серин

T: Треонін

V: Валін

W: Триптофан

Кодований геном білок за функціями належить до гідролаз, протеаз, тіолових протеаз, фосфопротеїнів. 
Задіяний у таких біологічних процесах, як апоптоз, альтернативний сплайсинг. 
Локалізований у цитоплазмі.